# Abdullah Nasser
Abdullah Nasser (Arabic:عبد الله ناصر; sinh ngày 15 tháng 8 năm 1992) là một cầu thủ bóng đá người Các Tiểu vương quốc Ả Rập Thống nhất. Hiện tại anh thi đấu cho Dibba Al-Hisn.